# Městská spořitelna (České Budějovice)
Budova Městské spořitelny (bývalé Státní banky československé, dnes Komerční banky) stojí na nároží Krajinské a Hroznové ulice v historickém centru Českých Budějovic. Vystavěna byla roku 1913 dle návrhu architekta Heinricha Rieda na místě bývalého Ettmayerova domu. Svou impozantností prý konkurovala plzeňské spořitelní pobočce. Od 3. května 1958 do konce roku 1987 byla budova památkově chráněna.

## Historie
Českobudějovické městské zastupitelstvo jednomyslně přijalo roku 1854 návrh na zřízení městské spořitelny. Realizace se však kvůli četným nesrovnalostem mezi jednotlivými úřady značně protáhla. V roce 1856 byl do funkce předsedy Spořitelního výboru zvolen Adalbert Lanna a výbor začal fungovat v prozatímních prostorech na radnici. O dva roky později se přemístil do Krajinské ulice, kde byla 8. prosince 1913 slavnostně otevřena nová budova dle plánů vídeňského architekta Heinricha Rieda. Výstavby se ujali Josef Hauptvogel, Jan Štefan a Jakob Stabernak. Na výzdobě fasády byla použita kombinace secesních a modernistických prvků, vsazených do typicky renesanční palácové kompozice. Kontrastně působí dekorativní realizace prvního poschodí a zbývajících dvou pater, na nichž se zrcadlí jednodušší nástěnné malby německých lidových krojů. V úrovni prvního patra průčelí do Krajinské ulice jsou umístěny tři plastiky (Průmysl
, Obchod a Zemědělství) od Josefa Václava Schwarze. Hlavním prostorem interiéru je monumentální klientská hala, jež prostupuje do vyšších podlaží.

7. července 1948 došlo k fúzi spořitelny se Záložnou českobudějovickou, čímž vznikla Okresní spořitelna a záložna v Českých Budějovicích, jež se později přetransformovala v regionální pobočku České spořitelny. Tradice sídla peněžního ústavu v Krajinské ulici, jež byla přerušena v letech 1949–1951, kdy v budově sídlil Krajský výbor KSČ, pokračuje; od roku 1990 se jedná o sídlo Komerční banky. V roce 2017 proběhla celková rekonstrukce budovy.